# World Sport Stacking Association
La World Sport Stacking Association (WSSA) est l’organisme international qui régit l’organisation et la pratique du Sport stacking dans le monde.
La fédération a été fondée en 2001 aux États-Unis. Aujourd’hui elle est toujours basée à Englewood, Colorado.